# Менендес Мина, Глория
Глория Менендес Мина (исп. Gloria Menéndez Mina; 2 ноября 1913 — 28 августа 2014) — гватемальская писательница, журналистка и активистка за права женщин, участвовавшая в движении за женские избирательные права. Одна из первых женщин, занявшихся журналистикой в стране, она руководила изданиями «Mujer» и «Azul». Затем она работала пресс-атташе в Мексике и была известна своей книгой «Франсиско Хавьер Мина, герой Мексики и Испании» (Francisco Javier Mina, héroe de México y España).

## Семья
Глория Менендес Мина родилась в в семье Исауры Менендес и Томаса Менендеса Мины 2 ноября 1913 года в городе Гватемала. У неё было два брата, Оскар и Рубен. Её отец ранее был полковником гватемальской армии, а затем занимал несколько административных должностей. Её мать была писательницей и участвовала в женском движении.

## Деятельность
Менендес Мина начала свою карьеру в газете «Nuestro Diario» («Наш дневник»), которой руководил журналист Федерико Эрнандес де Леон. Она была одной из первых женщин-журналисток в Гватемале и членом Института социального обеспечения журналистов (Instituto de Previsión Social del Periodista). Плодовитая журналистка, она писала для различных газет и была директором журнала Mujer с 1930 года, а затем журнала Azul с 1950 года. Менендес Мина, как и другие журналистки, такие как президент Ассоциации интеллектуальных женщин Гватемалы Малин Д’Эчеверс, редактор Alma América Хосефина Саравиа и директор журнала Nosotras Лус Валле в своих публикациях предоставляли возможности для продвижения других региональных авторов-женщин.
В 1944 году Менендес Мина и Грасиела Куан основали Союз гватемальских женщин за гражданство (Unión Femenina Guatemalteca Pro-ciudadanía, UFGP), чтобы добиваться гражданских и избирательных прав для женщин в стране. Куан возглавила организацию, в которую привлекли многих других видных интеллектуалок страны, таких как Анхелина Акунья де Кастаньеда, Ромелия Аларкон Фольгар, Роса Кастаньеда де Мора, Берта Корлето, Элиза Холл де Астуриас и Ирен де Пейре. Группа провела национальную кампанию по обеспечению избирательных прав женщин в учредительном собрании, созванном в 1945 году, после свержения авторитарного президента Хорхе Убико. Через свои конгрессы, газетные статьи и петиции депутатам активистки UFGP добились прав голоса для грамотных женщин старше 18 лет в соответствии с новой конституцией.
В 1947 году Менендес Мина была одной из феминисток Демократического союза женщин, организовавших в Гватемале Первый Межамериканский конгресс женщин (Primer Congreso Interamericano de Mujeres). Цель конференции заключалась в налаживании диалога между женщинами стран Америки, чтобы они могли способствовать миру в регионе. В 1955 году она была одной из 36 номинантов на звание «Женщина года Гватемалы», а в 1960-х годах она работала пресс-атташе в Мексике.
Менендес Мина умерла дома в Гватемале 28 августа 2014 года и была похоронена на кладбище Лос-Сипресес.

## Избранные произведения
- Menéndez Mina, Gloria. Guatemala :  [исп.]. — Mexico City : Finisterre, Ecuador Oº O'O" [Revista de Poesia Universal], 1966.
- Menéndez Mina, Gloria. Francisco Javier Mina, héroe de México y de España :  [исп.]. — Mexico : Finisterre, Ecuador Oº O'O" [Revista de Poesia Universal], 1967.